# Warm Jets
Warm Jets was een Britse pop-indieband, die in 1998 twee Britse top 40-singles en een top 40-album had. De naam van de band is afgeleid van Brian Eno's album Here Come the Warm Jets uit 1973.

## Bezetting
- Louis Jones[3] (leadzang, gitaar)
- Paul Noble[4] (tijdelijk vervangen door Alex Lee als tourneelid) (gitaar, keyboards)
- Craig 'Ed' Grimshaw[5] (drums, keyboards)
- Colleen Browne[6] (basgitaar, zang, 1995-1997)
- Aki Shibahara[7] (basgitaar, zang, 1997-)

## Geschiedenis
De band werd in 1995 opgericht door Louis Jones, Paul Noble (voorheen van Eat) en Ed Grimshaw en tekende begin 1996 bij This Way Up Records. Ze rekruteerden voormalig Pale Saints, Parachute Men en Rialto-lid Colleen Browne op basgitaar (1995-1997). Ze werd later vervangen door Aki Shibahara. Na het uitbrengen van hun debuut ep Autopia kreeg de band positieve pers en speelde ze prestigieuze ondersteunings- en festivaloptredens, waaronder een arena-tournee met Blur. De band verscheen begin 1998 op NME's jaarlijkse tournee van opkomende bands. Hun enige album Future Signs werd in 1998 uitgebracht, gemixt door Glyn Johns. De band scoorde Top 40-hits in het Verenigd Koninkrijk met Never Never en Hurricane. De band had enige bekendheid toen zanger Louis Jones een relatie had met DJ Zoë Ball. Ze werden ook vaak genoemd door Jones' vriend en mediamaatje Paul Kaye onder zijn alter ego 'Dennis Pennis'. Paul Noble verliet de band, waarna het resterende trio voormalig Strangelove en Blue Airoplanes-gitarist Alex Lee rekruteerde. De band stopte kort nadat Island Records ze had laten vallen.

## Discografie

### Singles
- 1996: Autopia EP (This Way Up)
- 1997: Never Never (This Way Up)
- 1997: Move Away (This Way Up)
- 1997: Hurricane (This Way Up)
- 1998: Never Never (This Way Up)
- 1998: Hurricane (Island Records)

### Albums
- 1998: Future Signs (This Way Up)